# Tạ Thục Vi
Tạ Thục Vi (tiếng Trung: 謝淑薇; bính âm: Xiè Shúwéi; Taiwanese Mandarin: [ɕjê sǔ wěi]; sinh ngày 4 tháng 1 năm 1986) là một vận động viên quần vợt chuyên nghiệp người Đài Loan. Cô đạt được thứ hạng cao nhất ở vị trí thứ 23 thế giới nội dung đánh đơn và số 1 thế giới nội dung đánh đôi. Cô chiến thắng giải Wimbledon Championships 2013, Pháp mở rộng 2014 và WTA Finals 2013, tất cả đều cùng với Peng Shuai. Thành công đáng kể ở nội dung đánh đơn của cô chính là việc lọt đến vòng 4 giải Úc mở rộng trong các năm 2008 và 2018, cũng như tiến đến vòng 4 giải Wimbledon 2018 sau khi đánh bại tay vợt đương kim số 1 thế giới Simona Halep. Cô là vận động viên tennis người Đài Loan đầu tiên trong lịch sử (cả nam lẫn nữ) lọt vào top 25 tay vợt trên bảng xếp hạng thế giới, cũng như là người đầu tiên đạt được vị trí số 1 thế giới ở nội dung đánh đôi. Tính đến thời điểm hiện tại, cô chính là vận động viên quần vợt người Đài Loan thành công nhất, chiến thắng 2 danh hiệu đơn cũng như 20 danh hiệu đôi trong hệ thống các giải đấu của WTA Tour, 27 danh hiệu đơn và 23 danh hiệu đôi trong hệ thống ITF Women's Circuit, 7 huy chương từ các kì Á vận hội, và kiếm được hơn 5.5 triệu đô tiền thưởng.

## Tiểu sử
Hseih có bố là ông Hsieh Tze-lung và mẹ là bà Ho Fom-ju, sinh tại Hsinchu và lớn lên ở Kaohsiung, Đài Loan. Cô làm quen với quần vợt thông qua sự giới thiệu của bố khi lên 5 tuổi. Em gái của cô, Hsieh Shu-ying, cũng là một tay vợt chuyên nghiệp. Hseih xem Steffi Graf và Andre Agassi là thần tượng của mình. Cô đã từng có thời gian luyện tập tại một trường đào tạo tennis ở Đài Loan quản lý bởi Hu Na, một cựu vận động viên tennis người Trung Quốc đào tẩu đến Mỹ năm 1982.

## Tranh cãi về hợp đồng tài trợ
Sau khi Hsieh cùng với bạn đánh cặp là Peng Shuai giành chiến thắng nội dung đôi nữ tại giải Wimbledon 2013. Một công ty rượu vô danh đã đề nghị một hợp đồng trị giá 1.63 triệu đô/năm để cô đại diện cho đoàn thể thao Thanh Hải, một tỉnh nghèo ở phía Bắc, thi đấu tại Đại hội thể thao toàn Trung Hoa. Tuy nhiên để thực hiện hợp đồng này cô buộc phải chuyển quốc tịch để trở thành công dân Trung Quốc. Đứng trước tình cảnh khó khăn của các vận động viên tại Đài Loan, bố của Hsieh nói rằng ông và con gái có thể buộc lòng chấp nhận lời đề nghị. Bởi vì trên thực tế Hsieh chỉ nhận được chừng 50.000 đô tiền trợ cấp từ Đài Loan, trong khi đó chi phí đi lại và luyện tập vào khoảng 166.000 đô (Thậm chí có thời điểm China Times tiết lộ rằng Hsieh đã phải rút toàn bộ 3 thẻ tín dụng để trả lương cho huấn luyện viên). Phát biểu này của ông Hsieh đã dấy lên một cuộc tranh cãi thời bấy giờ ở Đài Loan.
Lee Ying-yuan, một nhà lập pháp đến từ Đảng Dân chủ tiến bộ - chủ trương phản đối Trung Quốc - ủng hộ Tổng thống Đài Loan Ma Ying-jeou làm mọi cách để giữ chân Hsieh tránh khỏi việc di cư. Bởi vì sự ra đi của cô ấy, trích lời Lee, có thể làm phát sinh "hiệu ứng domino" trong giới vận động viên của Đài Loan. Xung quanh những tranh luận, về phía Hsieh cô thể hiện quan điểm của mình thông qua mạng xã hội Facebook: "Tôi không chơi trò chơi chính trị với các bạn, thể thao là thể thao", cô viết. Động thái này của Hsieh cũng được cho là nhắm đến Peng Shuai, trong khi các phóng viên hỏi Hsieh rằng chiến thắng (Wimbledon) có ý nghĩ như thế nào với Đài Loan, Peng ngắt lời và nói rằng Đài Loan không phải là một quốc gia.
Một kế hoạch của Đài Loan đã bắt đầu thực hiện ngay sau các báo cáo về hợp đồng đại diện của Hsieh, cụ thể chính quyền này dự định sẽ chi ít nhất 1 tỷ Tân Đài tệ (khoảng 33 triệu đô) trong vòng 5 năm với mục đích chấm dứt việc các vận động viên chuyển quốc tịch sang Trung Quốc, bằng cách huy động nguồn tài trợ từ các doanh nghiệp nội địa.
"Đón nhận những sự ủng hộ nhiệt tình đến từ các doanh nhân địa phương, chắc chắc [việc gây quỹ] sẽ không phải là vấn đề", trích lời Wang Jin-pyne, phát ngôn viên của Cơ quan lập pháp Đài Loan.

## Lối chơi
Hsieh sở hữu một phong cách rất riêng biệt, không giống với bất kì tay vợt nào. Cô sử dụng hai tay để đánh bóng, cả phía thuận lẫn trái, vì thế những cú đánh của cô bóng đi rất thấp. Lối chơi không chính thống giúp cô có khả năng mở được nhiều góc đánh rộng và khiến các hướng đi của bóng trở nên khó đoán. Cô từng nói đùa ở giải Úc mở rộng rằng: "Thực ra, bạn trai của tôi đã quan sát game thi đấu của cô ấy [Kerber] hồi sáng. Nhưng tôi đã quên không hỏi cô ấy chơi như thế nào, thế nên, tôi bước vào sân đấu mà không có bất cứ chiến lược nào. Do vậy tôi đã phải lôi ra lối chơi Su-wei, bạn biết đấy."
Hsieh, không giống như các tay vợt khác, cô có khả năng chơi bỏ nhỏ (drop shot) và cắt bóng trên sân đất nện rất hiệu quả.
Nhiều tay vợt hàng đầu đã từng khen ngợi lối chơi khác thường của Hsieh. Maria Sharapova, sau trận thắng vòng 3 trước Hsieh tại giải Wimbledon năm 2012 đã nói: "Tôi gặp cô ấy nhiều lần khi còn thi đấu ở các giải trẻ. Cô ấy từng là một cơn ác mộng bởi vì cô sử dụng các cú cắt và bỏ nhỏ trên sân đất nện. Tôi mới há hốc, 'Họ học lối chơi đó ở đâu vậy?' Cô ấy đánh bằng hai tay, chuyển vợt. Trong từng game đấu, cô cắt bóng và thực hiện drop shots rất nhiều, nó khiến cho người ta phát cáu. Chúng tôi đã từng có nhiều trận đấu nảy lửa khi còn thiếu niên. Tôi hiểu khá rõ game đấu của cô ấy và tôi không nghĩ cô ấy chơi đúng sức ngày hôm nay trên mặt sân cỏ. Nếu tôi chơi bóng nhanh và nặng, tôi không nghĩ cô ấy có thời gian để thực hiện những miếng đánh ưa thích của mình."

## Sự nghiệp

### Những năm đầu
Trong suốt giải Úc mở rộng năm 2011 dành cho các tay vợt trẻ, Hsieh lọt đến vòng tứ kết nội dung đơn nữ và vòng 4 nội dung đôi nữ cùng với Natalie Ko, thất bại sau hai set đấu trước cặp đôi sau đó lên ngôi vô địch, Petra Cetkovská và Barbora Strýcová. Hsieh thể hiện một màn trình diễn xuất sắc trong mùa giải 2001 khi 15 tuổi. Thi đấu ở hệ thống ITF Women's Circuit, và giành chiến thắng tất cả năm giải đấu mà cô tham sự bao gồm Wellington, Kaohsiung, Bangkok (2 lần), và Peachtree City từ tháng 1 đến tháng 11. Cô cũng đồng thời tham dự hai giải WTA Tour đầu tiên trong sự nghiệp, lọt đến vòng bán kết ở Bali và tứ kết ở Pattaya. Mặc dù thi đấu 7 trận trong năm 2001 nhưng cô có tỉ lệ thắng thua cực kì ấn tượng 41–2, trong đó cô bắt đầu sự nghiệp với 37 trận thắng liên tiếp. Cô cũng đạt được những thành công ở các nội dung đôi của ITF, lọt đến hai trận chung kết và chiến thắng một trong số đó.

## Significant finals

### Grand Slam tournaments

#### Doubles: 2 (2 titles)
| Outcome | Năm  | Championship | Surface | Partner    | Opponents                      | Score          |
| ------- | ---- | ------------ | ------- | ---------- | ------------------------------ | -------------- |
| Winner  | 2013 | Wimbledon    | Grass   | Peng Shuai | Ashleigh Barty Casey Dellacqua | 7–6 (7–1), 6–1 |
| Winner  | 2014 | French Open  | Clay    | Peng Shuai | Sara Errani Roberta Vinci      | 6–4, 6–1       |

### Year-end championships

#### Doubles: 2 (1 title, 1 runner-up)
| Outcome   | Năm  | Tournament | Surface  | Partner    | Opponents                        | Score    |
| --------- | ---- | ---------- | -------- | ---------- | -------------------------------- | -------- |
| Winner    | 2013 | Istanbul   | Hard (i) | Peng Shuai | Ekaterina Makarova Elena Vesnina | 6–4, 7–5 |
| Runner-up | 2014 | Singapore  | Hard (i) | Peng Shuai | Cara Black Sania Mirza           | 1–6, 0–6 |

### Premier Mandatory/Premier 5 tournaments

#### Doubles: 8 (7 titles, 1 runner-up)
| Outcome   | Năm  | Championship | Surface | Partner          | Opponents                            | Score             |
| --------- | ---- | ------------ | ------- | ---------------- | ------------------------------------ | ----------------- |
| Winner    | 2009 | Rome         | Clay    | Peng Shuai       | Daniela Hantuchová Ai Sugiyama       | 7–5, 7–6 (7–5)    |
| Winner    | 2009 | Beijing      | Hard    | Peng Shuai       | Alla Kudryavtseva Ekaterina Makarova | 6–3, 6–1          |
| Winner    | 2013 | Rome         | Clay    | Peng Shuai       | Sara Errani Roberta Vinci            | 4–6, 6–3, [10–8]  |
| Winner    | 2013 | Cincinnati   | Hard    | Peng Shuai       | Anna-Lena Grönefeld Květa Peschke    | 2–6, 6–3, [12–10] |
| Winner    | 2014 | Doha         | Hard    | Peng Shuai       | Květa Peschke Katarina Srebotnik     | 6–4, 6–0          |
| Winner    | 2014 | Indian Wells | Hard    | Peng Shuai       | Cara Black Sania Mirza               | 7–6 (7–5), 6–2    |
| Runner-up | 2017 | Cincinnati   | Hard    | Monica Niculescu | Latisha Chan Martina Hingis          | 6–4, 4–6, [7–10]  |
| Winner    | 2018 | Indian Wells | Hard    | Barbora Strýcová | Ekaterina Makarova Elena Vesnina     | 6–4, 6–4          |

## WTA career finals

### Singles: 2 (2 titles)
| Legend                                       |
| -------------------------------------------- |
| Grand Slam tournaments (0–0)                 |
| WTA Tour Championships (0–0)                 |
| Tier I / Premier Mandatory & Premier 5 (0–0) |
| Tier II / Premier (0–0)                      |
| Tier III, IV & V / International (2–0)       |

| Outcome | No. | Date                     | Tournament                           | Surface | Opponent     | Score              |
| ------- | --- | ------------------------ | ------------------------------------ | ------- | ------------ | ------------------ |
| Winner  | 1.  | ngày 4 tháng 3 năm 2012  | Malaysian Open, Kuala Lumpur         | Hard    | Petra Martić | 2–6, 7–5, 4–1 ret. |
| Winner  | 2.  | ngày 23 tháng 9 năm 2012 | Guangzhou International Women's Open | Hard    | Laura Robson | 6–3, 5–7, 6–4      |

### Doubles: 29 (20 titles, 9 runners-up)
| Legend                                       |
| -------------------------------------------- |
| Grand Slam tournaments (2–0)                 |
| WTA Tour Championships (1–1)                 |
| Tier I / Premier Mandatory & Premier 5 (7–1) |
| Tier II / Premier (2–2)                      |
| Tier III, IV & V / International (8–5)       |

| Outcome   | No. | Date                      | Tournament                                                  | Surface  | Partner             | Opponents                            | Score                      |
| --------- | --- | ------------------------- | ----------------------------------------------------------- | -------- | ------------------- | ------------------------------------ | -------------------------- |
| Runner–up | 1.  | ngày 3 tháng 10 năm 2004  | Hansol Korea Open Tennis Championships, Seoul               | Hard     | Chuang Chia-jung    | Cho Yoon-jeong Jeon Mi-ra            | 3–6, 6–1, 5–7              |
| Runner–up | 2.  | ngày 6 tháng 1 năm 2007   | ASB Classic, Auckland                                       | Hard     | Shikha Uberoi       | Janette Husárová Paola Suárez        | 0–6, 2–6                   |
| Runner–up | 3.  | ngày 18 tháng 2 năm 2007  | Bangalore Open                                              | Hard     | Alla Kudryavtseva   | Chiêm Vịnh Nhiên Chuang Chia-jung    | 7–6(7–4), 2–6, [9–11]      |
| Winner    | 1.  | ngày 23 tháng 9 năm 2007  | China Open, Beijing                                         | Hard     | Chuang Chia-jung    | Han Xinyun Xu Yifan                  | 7–6(7–2), 6–2              |
| Winner    | 2.  | ngày 30 tháng 9 năm 2007  | Hansol Korea Open, Seoul                                    | Hard     | Chuang Chia-jung    | Eleni Daniilidou Jasmin Wöhr         | 6–2, 6–2                   |
| Runner–up | 4.  | ngày 10 tháng 2 năm 2008  | Pattaya Women's Open                                        | Hard     | Vania King          | Chiêm Vịnh Nhiên Chuang Chia-jung    | 4–6, 3–6                   |
| Runner–up | 5.  | ngày 17 tháng 8 năm 2008  | Western & Southern Financial Group Women's Open, Cincinnati | Hard     | Yaroslava Shvedova  | Maria Kirilenko Nadia Petrova        | 3–6, 6–4, [8–10]           |
| Winner    | 3.  | ngày 14 tháng 9 năm 2008  | Commonwealth Bank Tennis Classic, Bali                      | Hard     | Peng Shuai          | Marta Domachowska Nadia Petrova      | 6–7(4–7), 7–6(7–3), [10–7] |
| Winner    | 4.  | ngày 28 tháng 9 năm 2008  | Hansol Korea Open, Seoul                                    | Hard     | Chuang Chia-jung    | Vera Dushevina Maria Kirilenko       | 6–3, 6–0                   |
| Winner    | 5.  | ngày 16 tháng 1 năm 2009  | Medibank International Sydney                               | Hard     | Peng Shuai          | Nathalie Dechy Casey Dellacqua       | 6–0, 6–1                   |
| Winner    | 6.  | ngày 9 tháng 5 năm 2009   | Internazionali BNL d'Italia, Rome                           | Clay     | Peng Shuai          | Daniela Hantuchová Ai Sugiyama       | 7–5, 7–6(7–5)              |
| Winner    | 7.  | ngày 11 tháng 10 năm 2009 | China Open, Beijing                                         | Hard     | Peng Shuai          | Alla Kudryavtseva Ekaterina Makarova | 6–3, 6–1                   |
| Winner    | 8.  | ngày 24 tháng 9 năm 2011  | Guangzhou International Women's Open                        | Hard     | Zheng Saisai        | Chan Chin-wei Han Xinyun             | 6–2, 6–1                   |
| Winner    | 9.  | ngày 18 tháng 6 năm 2012  | Aegon Classic, Birmingham                                   | Grass    | Tímea Babos         | Liezel Huber Lisa Raymond            | 7–5, 6–7(2–7), [10–8]      |
| Winner    | 10. | ngày 19 tháng 5 năm 2013  | Internazionali BNL d'Italia, Rome                           | Clay     | Peng Shuai          | Sara Errani Roberta Vinci            | 4–6, 6–3, [10–8]           |
| Winner    | 11. | ngày 6 tháng 7 năm 2013   | Wimbledon Championships, Luân Đôn                           | Grass    | Peng Shuai          | Ashleigh Barty Casey Dellacqua       | 7–6(7–1), 6–1              |
| Winner    | 12. | ngày 18 tháng 8 năm 2013  | Western & Southern Open, Cincinnati                         | Hard     | Peng Shuai          | Anna-Lena Grönefeld Květa Peschke    | 2–6, 6–3, [12–10]          |
| Winner    | 13. | ngày 21 tháng 9 năm 2013  | Guangzhou International Women's Open                        | Hard     | Peng Shuai          | Vania King Galina Voskoboeva         | 6–3, 4–6, [12–10]          |
| Winner    | 14. | ngày 27 tháng 10 năm 2013 | WTA Championships, Istanbul                                 | Hard (i) | Peng Shuai          | Ekaterina Makarova Elena Vesnina     | 6–4, 7–5                   |
| Winner    | 15. | ngày 16 tháng 2 năm 2014  | Qatar Total Open, Doha                                      | Hard     | Peng Shuai          | Květa Peschke Katarina Srebotnik     | 6–4, 6–0                   |
| Winner    | 16. | ngày 15 tháng 3 năm 2014  | BNP Paribas Open, Indian Wells                              | Hard     | Peng Shuai          | Cara Black Sania Mirza               | 7–6(7–5), 6–2              |
| Winner    | 17. | ngày 8 tháng 6 năm 2014   | French Open, Paris                                          | Clay     | Peng Shuai          | Sara Errani Roberta Vinci            | 6–4, 6–1                   |
| Runner–up | 6.  | ngày 26 tháng 10 năm 2014 | WTA Finals, Singapore                                       | Hard (i) | Peng Shuai          | Cara Black Sania Mirza               | 1–6, 0–6                   |
| Runner–up | 7.  | ngày 28 tháng 2 năm 2015  | Qatar Total Open, Doha                                      | Hard     | Sania Mirza         | Raquel Kops-Jones Abigail Spears     | 4–6, 4–6                   |
| Winner    | 18. | ngày 26 tháng 2 năm 2017  | Hungarian Ladies Open, Budapest                             | Hard (i) | Oksana Kalashnikova | Arina Rodionova Galina Voskoboeva    | 6–3, 4–6, [10–4]           |
| Winner    | 19. | ngày 16 tháng 4 năm 2017  | Ladies Open Biel Bienne                                     | Hard (i) | Monica Niculescu    | Timea Bacsinszky Martina Hingis      | 5–7, 6–3, [10–7]           |
| Runner-up | 8.  | ngày 20 tháng 8 năm 2017  | Cincinnati Open                                             | Hard     | Monica Niculescu    | Chiêm Vịnh Nhiên Martina Hingis      | 6–4, 4–6, [7–10]           |
| Runner-up | 9.  | ngày 23 tháng 2 năm 2018  | Dubai Tennis Championships                                  | Hard     | Peng Shuai          | Chan Hao-ching Yang Zhaoxuan         | 6–4, 2–6, [6–10]           |
| Winner    | 20. | ngày 16 tháng 3 năm 2018  | Indian Wells Masters                                        | Hard     | Barbora Strýcová    | Ekaterina Makarova Elena Vesnina     | 6–4, 6–4                   |

## WTA 125 Series finals

### Singles (0–1)
| Outcome   | No. | Date                      | Tournament                      | Surface | Opponent       | Score    |
| --------- | --- | ------------------------- | ------------------------------- | ------- | -------------- | -------- |
| Runner–up | 1.  | ngày 12 tháng 11 năm 2017 | Hua Hin Championships, Thailand | Hard    | Belinda Bencic | 3–6, 4–6 |

### Doubles (1–0)
| Outcome | No. | Date                      | Tournament              | Surface | Partner        | Opponents                | Score         |
| ------- | --- | ------------------------- | ----------------------- | ------- | -------------- | ------------------------ | ------------- |
| Winner  | 1.  | ngày 25 tháng 11 năm 2017 | Hawaii Tennis Open, USA | Hard    | Hsieh Shu-ying | Eri Hozumi Asia Muhammad | 6–1, 7–6(7–3) |

## ITF career finals

### Singles (27–4)
| Legend               |
| -------------------- |
| $100,000 tournaments |
| $75,000 tournaments  |
| $50,000 tournaments  |
| $25,000 tournaments  |
| $15,000 tournaments  |
| $10,000 tournaments  |

| Finals by surface |
| ----------------- |
| Hard (21–3)       |
| Clay (1–1)        |
| Grass (2–0)       |
| Carpet (3–0)      |

| Outcome   | No. | Date                      | Tournament                  | Surface  | Opponent              | Score                   |
| --------- | --- | ------------------------- | --------------------------- | -------- | --------------------- | ----------------------- |
| Winner    | 1.  | ngày 4 tháng 2 năm 2001   | Wellington, New Zealand     | Hard     | Shelley Stephens      | 6–2, 6–4                |
| Winner    | 2.  | ngày 18 tháng 3 năm 2001  | Kaohsiung, Taiwan           | Hard     | Chuang Chia-jung      | 6–4, 3–6, 6–3           |
| Winner    | 3.  | ngày 12 tháng 8 năm 2001  | Bangkok, Thailand           | Hard     | Angelique Widjaja     | 7–6(7–4), 6–2           |
| Winner    | 4.  | ngày 19 tháng 8 năm 2001  | Bangkok, Thailand           | Hard     | Napaporn Tongsalee    | 6–3, 6–2                |
| Winner    | 5.  | ngày 16 tháng 9 năm 2001  | Peachtree City, US          | Hard     | Marie-Eve Pelletier   | 6–4, 3–6, 6–4           |
| Winner    | 6.  | ngày 21 tháng 9 năm 2003  | Japan Circuit               | Hard (i) | Ryoko Takemura        | 6–3, 6–2                |
| Runner–up | 1.  | ngày 30 tháng 5 năm 2004  | Seoul, South Korea          | Hard     | Kim Jin-hee           | 2–6, 4–6                |
| Winner    | 7.  | ngày 5 tháng 6 năm 2005   | Gunma, Japan                | Carpet   | Seiko Okamoto         | 6–1, 6–2                |
| Winner    | 8.  | ngày 11 tháng 6 năm 2005  | Seoul, South Korea          | Hard     | Kim Jin-hee           | 6–2, 2–6, 6–3           |
| Winner    | 9.  | ngày 19 tháng 6 năm 2005  | Incheon, South Korea        | Hard     | Yoo Mi                | 6–1, 6–2                |
| Winner    | 10. | ngày 24 tháng 7 năm 2005  | Kurume, Japan               | Grass    | Erika Takao           | 6–2, 6–3                |
| Winner    | 11. | ngày 5 tháng 11 năm 2006  | Sutama, Japan               | Clay     | Chuang Chia-jung      | 6–4, 6–3                |
| Runner–up | 2.  | ngày 19 tháng 11 năm 2006 | Kaohsiung, Taiwan           | Hard     | Chiêm Vịnh Nhiên      | 7–5, 6–7(6–8), 0–6      |
| Winner    | 12. | ngày 25 tháng 3 năm 2007  | Redding, US                 | Hard     | Ekaterina Afinogenova | 6–3, 6–7(4–7), 7–6(7–5) |
| Winner    | 13. | ngày 13 tháng 5 năm 2007  | Gimcheon, South Korea       | Hard     | Chan Chin-wei         | 6–2, 6–4                |
| Winner    | 14. | ngày 27 tháng 4 năm 2008  | Incheon, South Korea        | Hard     | Xie Yanze             | 6–1, 6–1                |
| Winner    | 15. | ngày 6 tháng 9 năm 2008   | Tsukuba, Japan              | Hard     | Xie Yanze             | 4–6, 6–3, 6–0           |
| Winner    | 16. | ngày 19 tháng 10 năm 2008 | Makinohara, Japan           | Carpet   | Akiko Yonemura        | 6–1, 3–6, 6–3           |
| Winner    | 17. | ngày 26 tháng 9 năm 2009  | Makinohara, Japan           | Carpet   | Misaki Doi            | 2–6, 7–5, 7–6(7–4)      |
| Winner    | 18. | ngày 27 tháng 2 năm 2011  | Mildura, Australia          | Grass    | Katie O'Brien         | 6–1, 6–2                |
| Runner–up | 3.  | ngày 30 tháng 7 năm 2011  | Fergana, Uzbekistan         | Hard     | Ayu Fani Damayanti    | 3–6, 4–6                |
| Winner    | 19. | ngày 7 tháng 8 năm 2011   | Bắc Kinh, China             | Hard     | Kurumi Nara           | 6–2, 6–2                |
| Winner    | 20. | ngày 23 tháng 10 năm 2011 | Seoul, South Korea          | Hard     | Yurika Sema           | 6–1, 6–0                |
| Winner    | 21. | ngày 15 tháng 4 năm 2012  | Wenshan, China              | Hard     | Zheng Saisai          | 6–3, 6–3                |
| Winner    | 22. | ngày 15 tháng 9 năm 2012  | Ningbo, China               | Hard     | Zhang Shuai           | 6–2, 6–2                |
| Winner    | 23. | ngày 14 tháng 10 năm 2012 | Suzhou, China               | Hard     | Duan Yingying         | 6–2, 6–2                |
| Winner    | 24. | ngày 26 tháng 4 năm 2015  | Shenzhen, China             | Hard     | Yang Zhaoxuan         | 6–2, 6–2                |
| Winner    | 25. | ngày 3 tháng 5 năm 2015   | Nanning, China              | Hard     | Jang Su-jeong         | 6–2, 6–3                |
| Winner    | 26. | ngày 1 tháng 11 năm 2015  | Nam Kinh, China             | Hard     | Yulia Putintseva      | 7–6(7–5), 2–6, 6–2      |
| Runner–up | 4.  | ngày 5 tháng 6 năm 2016   | Marseille, France           | Clay     | Danka Kovinić         | 2–6, 3–6                |
| Winner    | 27. | ngày 18 tháng 12 năm 2016 | Dubai, United Arab Emirates | Hard     | Natalia Vikhlyantseva | 6–2, 6–2                |

### Doubles (23-15)
| $100,000 tournaments |
| $75,000 tournaments  |
| $50,000 tournaments  |
| $25,000 tournaments  |
| $10,000 tournaments  |

| Outcome   | No. | Date                      | Tournament                  | Surface    | Partner             | Opponents                            | Score                   |
| --------- | --- | ------------------------- | --------------------------- | ---------- | ------------------- | ------------------------------------ | ----------------------- |
| Runner-up | 1.  | ngày 29 tháng 1 năm 2001  | Wellington, New Zealand     | Hard       | Annette Kolb        | Donna McIntyre Shelley Stephens      | 5–7, 6–0, 2–6           |
| Winner    | 1.  | ngày 5 tháng 8 năm 2001   | Bangkok, Thailand           | Hard       | Chan Chin-wei       | Chae Kyung-yee Kim Jin-hee           | 6-1, 6-3                |
| Winner    | 2.  | ngày 21 tháng 4 năm 2002  | Gunma, Japan                | Carpet     | Chan Chin-wei       | Kumiko Iijima Mari Inoue             | 6-0, 6-1                |
| Runner-up | 2.  | ngày 21 tháng 4 năm 2002  | Seoul, South Korea          | Hard       | Chan Chin-wei       | Choi Jin-young Kim Mi-ok             | 2-6, 6-7(5–7)           |
| Runner-up | 3.  | ngày 25 tháng 8 năm 2003  | Saitama, Japan              | Hard       | Mari Inoue          | Chang Kyung-mi Ryoko Takemura        | 2-6, 2-6                |
| Runner-up | 4.  | ngày 25 tháng 8 năm 2003  | Fukuoka, Japan              | Hard       | Mari Inoue          | Tomoko Taira Mayumi Yamamoto         | 1-6, 4-6                |
| Runner-up | 5.  | ngày 15 tháng 9 năm 2003  | Kyoto, Japan                | Carpet (i) | Mari Inoue          | Chang Kyung-mi Ryoko Takemura        | 5-7, 5-7                |
| Winner    | 3.  | ngày 21 tháng 6 năm 2004  | Incheon, South Korea        | Hard       | Chan Chin-wei       | Choi Jin-young Kim Mi-ok             | 6-2, 6-0                |
| Winner    | 4.  | ngày 23 tháng 8 năm 2004  | New Delhi, India            | Hard       | Chuang Chia-jung    | Akgul Amanmuradova Sania Mirza       | 7-6(10–8), 6-4          |
| Runner-up | 6.  | ngày 19 tháng 10 năm 2004 | Haibara, Japan              | Carpet     | Chuang Chia-jung    | Chan Chin-wei Chiêm Vịnh Nhiên       | 6-7(5–7), 6-4, 6-7(3–7) |
| Runner-up | 7.  | ngày 26 tháng 10 năm 2004 | Shenzhen, China             | Hard       | Chuang Chia-jung    | Yan Zi Zheng Jie                     | 3-6, 1-6                |
| Runner-up | 8.  | ngày 22 tháng 11 năm 2004 | Mount Gambier, Australia    | Hard       | Ryōko Fuda          | Chan Chin-wei Chiêm Vịnh Nhiên       | 3-6, 7-5, 5-7           |
| Winner    | 5.  | ngày 21 tháng 2 năm 2005  | Đài Bắc, Taiwan             | Hard       | Chuang Chia-jung    | Ryōko Fuda Seiko Okamoto             | 6-3, 6-2                |
| Runner-up | 9.  | ngày 16 tháng 5 năm 2005  | Changwon, South Korea       | Hard       | Chan Chin-wei       | Chuang Chia-jung Seiko Okamoto       | 2-6, 5-7                |
| Winner    | 6.  | ngày 31 tháng 5 năm 2005  | Gunma, Japan                | Hard       | Chan Chin-wei       | Ayami Takase Mayumi Yamamoto         | 6-2, 1-1 ret.           |
| Winner    | 7.  | ngày 6 tháng 6 năm 2005   | Seoul, South Korea          | Hard       | Chan Chin-wei       | Maki Arai Lee Eun-jeong              | 6-2, 6-1                |
| Winner    | 8.  | ngày 13 tháng 6 năm 2005  | Incheon, South Korea        | Hard       | Chan Chin-wei       | Choi Jin-young Lee Ye-ra             | 6-2, 7-6(7–4)           |
| Winner    | 9.  | ngày 19 tháng 7 năm 2005  | Kurume, Japan               | Carpet     | Chan Chin-wei       | Ayumi Morita Erika Sema              | 6-4, 6-3                |
| Winner    | 10. | ngày 5 tháng 11 năm 2005  | Shenzhen, China             | Hard       | Yan Zi              | Chan Chin-wei Hsu Wen-hsin           | 6-0, 6-2                |
| Winner    | 11. | ngày 29 tháng 11 năm 2005 | Palm Beach Gardens, US      | Clay       | Chan Chin-wei       | Olga Vymetálková Kateřina Böhmová    | 7-6(7–2), 7-5           |
| Winner    | 12. | ngày 2 tháng 5 năm 2006   | Gifu, Japan                 | Carpet     | Chan Chin-wei       | Chiêm Vịnh Nhiên Chuang Chia-jung    | 7-6(7–5), 3-6, 7-5      |
| Runner-up | 10. | ngày 5 tháng 6 năm 2006   | Surbiton, United Kingdom    | Grass      | Tamarine Tanasugarn | Casey Dellacqua Trudi Musgrave       | 3-6, 3-6                |
| Winner    | 13. | ngày 22 tháng 10 năm 2006 | Makinohara, Japan           | Carpet     | Kumiko Iijima       | Keiko Taguchi Kim Hea-mi             | 6-3, 4-6, 6-0           |
| Winner    | 14. | ngày 29 tháng 10 năm 2006 | Hamanako, Japan             | Carpet     | Chuang Chia-jung    | Maki Arai Seiko Okamoto              | 7-6(7–2), 7-5           |
| Winner    | 15. | ngày 6 tháng 11 năm 2006  | Shenzhen, China             | Hard       | Alla Kudryavtseva   | Akgul Amanmuradova Iroda Tulyaganova | 2-0 ret.                |
| Runner-up | 11. | ngày 14 tháng 11 năm 2006 | Kaohsiung, Taiwan           | Hard       | Chan Chin-wei       | Chiêm Vịnh Nhiên Chuang Chia-jung    | 6-7(1–7), 1-6           |
| Winner    | 16. | ngày 13 tháng 3 năm 2007  | Orange, United States       | Clay       | Jorgelina Cravero   | Chan Chin-wei Tetiana Luzhanska      | 6-3, 6-1                |
| Runner-up | 12. | ngày 20 tháng 3 năm 2007  | Redding, United States      | Hard       | Jorgelina Cravero   | Chan Chin-wei Julie Ditty            | 3-6, 2-6                |
| Winner    | 17. | ngày 7 tháng 5 năm 2007   | Gimcheon, South Korea       | Hard       | Chan Chin-wei]      | Tetiana Luzhanska Romana Tedjakusuma | 7-5, 6-4                |
| Runner-up | 13. | ngày 29 tháng 10 năm 2007 | Taoyuan, Taiwan             | Hard       | Hsieh Shu-ying      | Chan Hao-ching Chiêm Vịnh Nhiên      | 1–6, 6–2, [12–14]       |
| Winner    | 18. | ngày 18 tháng 5 năm 2008  | Saint-Gaudens, France       | Clay       | Marie-Ève Pelletier | Aurélie Védy Chanelle Scheepers      | 6–4, 6–0                |
| Winner    | 19. | ngày 20 tháng 10 năm 2008 | Taipei, Taiwan              | Carpet (i) | Chuang Chia-jung    | Hsu Wen-hsin Hwang I-hsuan           | 6–3, 6–3                |
| Runner-up | 14. | ngày 1 tháng 11 năm 2010  | Taipei, Taiwan              | Carpet (i) | Sania Mirza         | Chang Kai-chen Chuang Chia-jung      | 4–6, 2–6                |
| Winner    | 20. | ngày 9 tháng 4 năm 2012   | Wenshan, China              | Hard       | Hsieh Shu-ying      | Liu Wanting Xu Yifan                 | 6–3, 6–2                |
| Winner    | 21. | ngày 30 tháng 5 năm 2016  | Marseille, France           | Clay       | Nicole Melichar     | Jana Čepelová Lourdes Domínguez Lino | 1–6, 6–3, [10–3]        |
| Winner    | 22. | ngày 8 tháng 10 năm 2016  | Porto, Portugal             | Clay       | Hsieh Shu-ying      | Francisca Jorge Rita Vilaça          | 6–3, 6–4                |
| Runner-up | 15. | ngày 18 tháng 12 năm 2016 | Dubai, United Arab Emirates | Hard       | Valeria Savinykh    | Mandy Minella Nina Stojanović        | 3–6, 6–3, [4–10]        |
| Winner    | 23. | ngày 8 tháng 5 năm 2017   | Cagnes-sur-Mer, France      | Clay       | Chang Kai-chen      | Raluca Olaru Renata Voráčová         | 7–5, 6–1                |

## Performance timelines
| VĐ | CK | BK | TK | V# | RR | Q# | A |  | Z# | PO | G | F-S | SF-B | NMS | NH |

### Singles
All results are included in Career Win–Loss records but only main-draw results in WTA Tour, Grand Slam Tournaments and Olympic Games are recorded.
| Tournament                                      | 2001                                                   | 2002                                                   | 2003                                                   | 2004                                                   | 2005                                                   | 2006                                                   | 2007                                                   | 2008                                                   | 2009              | 2010              | 2011              | 2012     | 2013         | 2014         | 2015         | 2016      | 2017           | 2018           | SR             | W–L            |
| ----------------------------------------------- | ------------------------------------------------------ | ------------------------------------------------------ | ------------------------------------------------------ | ------------------------------------------------------ | ------------------------------------------------------ | ------------------------------------------------------ | ------------------------------------------------------ | ------------------------------------------------------ | ----------------- | ----------------- | ----------------- | -------- | ------------ | ------------ | ------------ | --------- | -------------- | -------------- | -------------- | -------------- |
| Grand Slam tournaments                          |                                                        |                                                        |                                                        |                                                        |                                                        |                                                        |                                                        |                                                        |                   |                   |                   |          |              |              |              |           |                |                |                |                |
| Australian Open                                 | A                                                      | Q2                                                     | A                                                      | A                                                      | A                                                      | Q3                                                     | Q2                                                     | 4R                                                     | 1R                | A                 | A                 | Q2       | 2R           | 1R           | Q1           | 2R        | 2R             | 4R             | 0 / 7          | 9–7            |
| French Open (Roland Garros)                     | A                                                      | Q3                                                     | A                                                      | A                                                      | A                                                      | 1R                                                     | 1R                                                     | 1R                                                     | Q1                | A                 | A                 | 1R       | 1R           | Q1           | Q1           | 2R        | 3R             | 1R             | 0 / 8          | 3–8            |
| Wimbledon Championships                         | A                                                      | Q2                                                     | A                                                      | A                                                      | A                                                      | 1R                                                     | 1R                                                     | 2R                                                     | A                 | A                 | A                 | 3R       | 2R           | 1R           | 2R           | 1R        | 1R             |                | 0 / 9          | 5–9            |
| US Open                                         | A                                                      | Q1                                                     | A                                                      | A                                                      | 1R                                                     | Q3                                                     | Q3                                                     | 2R                                                     | Q1                | A                 | A                 | 1R       | 2R           | Q1           | Q2           | 1R        | Q3             |                | 0 / 5          | 2–5            |
| Win–Loss                                        | 0–0                                                    | 0–0                                                    | 0–0                                                    | 0–0                                                    | 0–1                                                    | 0–2                                                    | 0–2                                                    | 5–4                                                    | 0–1               | 0–0               | 0–0               | 2–3      | 3–4          | 0–2          | 1–1          | 2–4       | 3–3            | 3–2            | 0 / 29         | 19–29          |
| Olympic Games                                   |                                                        |                                                        |                                                        |                                                        |                                                        |                                                        |                                                        |                                                        |                   |                   |                   |          |              |              |              |           |                |                |                |                |
| Summer Olympics                                 | NH; 2004 Athens                                        | NH; 2004 Athens                                        | NH; 2004 Athens                                        | A                                                      | NH; 2008 Beijing                                       | NH; 2008 Beijing                                       | NH; 2008 Beijing                                       | A                                                      | NH; 2012 Luân Đôn | NH; 2012 Luân Đôn | NH; 2012 Luân Đôn | 1R       | NH; 2016 Rio | NH; 2016 Rio | NH; 2016 Rio | A         | NH; 2020 Tokyo | NH; 2020 Tokyo | 0 / 1          | 0–1            |
| Year-end championships                          |                                                        |                                                        |                                                        |                                                        |                                                        |                                                        |                                                        |                                                        |                   |                   |                   |          |              |              |              |           |                |                |                |                |
| WTA Tour ChampionshipsI WTA FinalsI (from 2014) | A                                                      | A                                                      | A                                                      | A                                                      | A                                                      | A                                                      | A                                                      | A                                                      | A                 | A                 | A                 | A        | A            | A            | A            | A         | A              |                | 0 / 0          | 0-0            |
| WTA Tour ChampionshipsI WTA FinalsI (from 2014) | MUC                                                    | Los Angeles                                            | Los Angeles                                            | Los Angeles                                            | Los Angeles                                            | Madrid                                                 | Madrid                                                 | Madrid                                                 | Doha              | Doha              | Istanbul          | Istanbul | Istanbul     | Singapore    | Singapore    | Singapore | Singapore      | Singapore      | 2019 Shenzhen  | 2019 Shenzhen  |
| Tournament of ChampionsI                        | Not Held (Bali RR1/Bali Single Elimination2/Sofia RR3) | Not Held (Bali RR1/Bali Single Elimination2/Sofia RR3) | Not Held (Bali RR1/Bali Single Elimination2/Sofia RR3) | Not Held (Bali RR1/Bali Single Elimination2/Sofia RR3) | Not Held (Bali RR1/Bali Single Elimination2/Sofia RR3) | Not Held (Bali RR1/Bali Single Elimination2/Sofia RR3) | Not Held (Bali RR1/Bali Single Elimination2/Sofia RR3) | Not Held (Bali RR1/Bali Single Elimination2/Sofia RR3) | A1                | A2                | A2                | RR3      | A3           | A3           | NH           | NH        | NH             | NH             | 0 / 1          | 1-2            |
| Elite Trophy (Zhuhai)                           | Not Held                                               | Not Held                                               | Not Held                                               | Not Held                                               | Not Held                                               | Not Held                                               | Not Held                                               | Not Held                                               | Not Held          | Not Held          | Not Held          | Not Held | Not Held     | Not Held     | A            | A         | A              |                | 0 / 0          | 0-0            |
| Tier I/WTA Premier Mandatory tournaments        |                                                        |                                                        |                                                        |                                                        |                                                        |                                                        |                                                        |                                                        |                   |                   |                   |          |              |              |              |           |                |                |                |                |
| Indian Wells                                    | A                                                      | A                                                      | A                                                      | A                                                      | A                                                      | Q2                                                     | A                                                      | 1R                                                     | A                 | A                 | A                 | A        | 2R           | Q1           | A            | Q1        | A              | 2R             | 0 / 3          | 1–3            |
| Miami                                           | A                                                      | A                                                      | A                                                      | A                                                      | A                                                      | A                                                      | A                                                      | Q1                                                     | A                 | A                 | A                 | Q2       | 2R           | Q2           | A            | A         | A              | 3R             | 0 / 2          | 3–3            |
| Madrid                                          | Not Held                                               | Not Held                                               | Not Held                                               | Not Held                                               | Not Held                                               | Not Held                                               | Not Held                                               | Not Held                                               | A                 | A                 | A                 | Q2B      | 1R           | A            | A            | A         | A              | A              | 0 / 1          | 0–1            |
| Beijing                                         | Not Held                                               | Not Held                                               | Not Held                                               | Tier II                                                | Tier II                                                | Tier II                                                | Tier II                                                | Tier II                                                | Q1                | A                 | A                 | 2R       | 1R           | A            | Q1           | A         | Q2             |                | 0 / 2          | 1-2            |
| Tier I/WTA Premier 5 tournaments                |                                                        |                                                        |                                                        |                                                        |                                                        |                                                        |                                                        |                                                        |                   |                   |                   |          |              |              |              |           |                |                |                |                |
| Dubai                                           | Tier II                                                | Tier II                                                | Tier II                                                | Tier II                                                | Tier II                                                | Tier II                                                | Tier II                                                | Tier II                                                | A                 | A                 | A                 | Premier  | Premier      | Premier      | A            | P         | A              | P              | 0 / 0          | 0–0            |
| Doha                                            | Tier III                                               | Tier III                                               | Tier III                                               | Tier II                                                | Tier II                                                | Tier II                                                | Tier II                                                | A                                                      | Not Held          | Not Held          | P                 | A        | 2R           | 2R           | P            | A         | P              | Q1             | 0 / 2          | 2–2            |
| Roma                                            | A                                                      | A                                                      | A                                                      | A                                                      | A                                                      | A                                                      | A                                                      | A                                                      | Q2                | A                 | A                 | Q2       | 1R           | A            | A            | Q2        | A              | 2R             | 0 / 2          | 1–2            |
| Montreal1/Toronto2 (Canada)                     | A2                                                     | A1                                                     | A2                                                     | A1                                                     | A2                                                     | A1                                                     | A2                                                     | A1                                                     | A2                | A1                | A2                | A1       | 1R2          | A1           | A2           | A1        | A2             |                | 0 / 1          | 0–1            |
| Cincinnati                                      | Not Held                                               | Not Held                                               | Not Held                                               | Tier III                                               | Tier III                                               | Tier III                                               | Tier III                                               | Tier III                                               | A                 | Q2                | A                 | A        | 1R           | A            | Q1           | A         | Q1             |                | 0 / 1          | 0–1            |
| Wuhan                                           | Not Held                                               | Not Held                                               | Not Held                                               | Not Held                                               | Not Held                                               | Not Held                                               | Not Held                                               | Not Held                                               | Not Held          | Not Held          | Not Held          | Not Held | Not Held     | A            | A            | A         | A              |                | 0 / 0          | 0–0            |
| Former Tier I/WTA Premier 5 tournaments         |                                                        |                                                        |                                                        |                                                        |                                                        |                                                        |                                                        |                                                        |                   |                   |                   |          |              |              |              |           |                |                |                |                |
| Tokyo                                           | AIC                                                    | AIC                                                    | AIC                                                    | AIC                                                    | AIC                                                    | Q1IC                                                   | AIC                                                    | A                                                      | A                 | A                 | A                 | 1R       | 1R           | Premier      | Premier      | Premier   | Premier        | Premier        | 0 / 2          | 0–2            |
| Charleston                                      | A                                                      | A                                                      | A                                                      | A                                                      | A                                                      | A                                                      | A                                                      | A                                                      | Premier           | Premier           | Premier           | Premier  | Premier      | Premier      | Premier      | Premier   | Premier        | Premier        | 0 / 0          | 0–0            |
| Berlin                                          | A                                                      | A                                                      | A                                                      | A                                                      | A                                                      | A                                                      | A                                                      | A                                                      | Not Held          | Not Held          | Not Held          | Not Held | Not Held     | Not Held     | Not Held     | Not Held  | Not Held       | Not Held       | 0 / 0          | 0–0            |
| San Diego (Carlsbad)                            | Tier II                                                | Tier II                                                | Tier II                                                | A                                                      | A                                                      | A                                                      | Q2                                                     | Not Held                                               | Not Held          | Premier           | Premier           | Premier  | Premier      | NH           | 125K         | 125K      | Not Held       | Not Held       | 0 / 0          | 0–0            |
| MoscowI                                         | A                                                      | A                                                      | A                                                      | A                                                      | A                                                      | A                                                      | A                                                      | A                                                      | Premier           | Premier           | Premier           | Premier  | Premier      | Premier      | Premier      | Premier   | Premier        | Premier        | 0 / 0          | 0–0            |
| ZurichI                                         | A                                                      | A                                                      | A                                                      | A                                                      | A                                                      | A                                                      | A                                                      | T II                                                   | Not Held          | Not Held          | Not Held          | Not Held | Not Held     | Not Held     | Not Held     | Not Held  | Not Held       | Not Held       | 0 / 0          | 0–0            |
| Career Statistics                               | 2001                                                   | 2002                                                   | 2003                                                   | 2004                                                   | 2005                                                   | 2006                                                   | 2007                                                   | 2008                                                   | 2009              | 2010              | 2011              | 2012     | 2013         | 2014         | 2015         | 2016      | 2017           | 2018           | Total          | Total          |
| GS/WTA Main Draw Played                         | 2                                                      | 1                                                      | 2                                                      | 0                                                      | 3                                                      | 2                                                      | 8                                                      | 8                                                      | 2                 | 2                 | 1                 | 15       | 25           | 12           | 5            | 4         | 14             | 2              | 88             | 88             |
| GS/WTA titles                                   | 0                                                      | 0                                                      | 0                                                      | 0                                                      | 0                                                      | 0                                                      | 0                                                      | 0                                                      | 0                 | 0                 | 0                 | 2        | 0            | 0            | 0            | 0         | 0              | 0              | 2              | 2              |
| Finals reached                                  | 0                                                      | 0                                                      | 0                                                      | 0                                                      | 0                                                      | 0                                                      | 0                                                      | 0                                                      | 0                 | 0                 | 0                 | 2        | 0            | 0            | 0            | 0         | 0              | 0              | 2              | 2              |
| Career Win–Loss                                 | 37–2                                                   | 12–10                                                  | 6–8                                                    | 15–12                                                  | 42–13                                                  | 35–23                                                  | 27–21                                                  | 31–13                                                  | 9–12              | 16–9              | 28–8              | 49–20    | 13–26        | 20–23        | 31–16        | 21-14     | 21-26          | 6-2            | 437–268        | 437–268        |
| Year-end ranking                                | 165                                                    | 262                                                    | 653                                                    | 426                                                    | 154                                                    | 140                                                    | 157                                                    | 79                                                     | 318               | 361               | 176               | 25       | 85           | 144          | 106          | 97        | 96             |                | Career High 23 | Career High 23 |

I = Indoor; IC = Indoor Carpet; A = Absent; B = Blue; NH = Not Held; P = Premier; T II = Tier II

### Doubles
All results are included in career win–loss records but only main-draw results in WTA Tour, Grand Slam tournaments and Olympic Games are recorded.
| Grand Slam tournaments                          |                 |                 |                 |             |                  |                  |                  |          |                   |                   |                   |          |              |              |              |           |                |                |               |               |
| Australian Open                                 | A               | A               | A               | A           | 1R               | 2R               | 1R               | 2R       | QF                | 3R                | QF                | 2R       | 3R           | 2R           | 2R           | 3R        | A              | SF             | 0 / 13        | 21–13         |
| French Open (Roland Garros)                     | A               | A               | A               | A           | A                | A                | 2R               | 1R       | SF                | 1R                | 1R                | 2R       | 2R           | W            | QF           | 1R        | 2R             | 1R             | 1 / 12        | 17–11         |
| Wimbledon Championships                         | A               | A               | A               | A           | A                | 1R               | 1R               | 1R       | 1R                | 3R                | 1R                | 3R       | W            | 3R           | QF           | 1R        | 1R             |                | 1 / 12        | 15–11         |
| US Open                                         | A               | A               | A               | A           | A                | A                | 1R               | 1R       | 2R                | 2R                | 3R                | SF       | QF           | 3R           | 2R           | A         | 3R             |                | 0 / 10        | 16–10         |
| Win–Loss                                        | 0–0             | 0–0             | 0–0             | 0–0         | 0–1              | 1–2              | 1–4              | 1–4      | 8–4               | 5–4               | 5–4               | 8–4      | 12–3         | 11–3         | 8-4          | 2-3       | 3-3            | 4-1            | 2 / 46        | 68–43         |
| Olympic Games                                   |                 |                 |                 |             |                  |                  |                  |          |                   |                   |                   |          |              |              |              |           |                |                |               |               |
| Summer Olympics                                 | NH; 2004 Athens | NH; 2004 Athens | NH; 2004 Athens | A           | NH; 2008 Beijing | NH; 2008 Beijing | NH; 2008 Beijing | A        | NH; 2012 Luân Đôn | NH; 2012 Luân Đôn | NH; 2012 Luân Đôn | QF       | NH; 2016 Rio | NH; 2016 Rio | NH; 2016 Rio | A         | NH; 2020 Tokyo | NH; 2020 Tokyo | 0 / 1         | 2-1           |
| Year-end championships                          |                 |                 |                 |             |                  |                  |                  |          |                   |                   |                   |          |              |              |              |           |                |                |               |               |
| WTA Tour ChampionshipsI WTA FinalsI (from 2014) | A               | A               | A               | A           | A                | A                | A                | A        | A                 | A                 | A                 | A        | W            | F            | A            | A         | A              |                | 1 / 1         | 4-1           |
| WTA Tour ChampionshipsI WTA FinalsI (from 2014) | MUC             | Los Angeles     | Los Angeles     | Los Angeles | Los Angeles      | Madrid           | Madrid           | Madrid   | Doha              | Doha              | Istanbul          | Istanbul | Istanbul     | Singapore    | Singapore    | Singapore | Singapore      | Singapore      | 2019 Shenzhen | 2019 Shenzhen |
| Tier I/WTA Premier Mandatory tournaments        |                 |                 |                 |             |                  |                  |                  |          |                   |                   |                   |          |              |              |              |           |                |                |               |               |
| Indian Wells                                    | A               | A               | A               | A           | A                | A                | A                | 1R       | 2R                | 1R                | 1R                | 1R       | SF           | W            | 1R           | 1R        | A              | W              | 2 / 9         | 14-8          |
| Miami                                           | A               | A               | A               | A           | A                | A                | A                | 1R       | A                 | 1R                | 2R                | 1R       | 2R           | 1R           | 2R           | 2R        | A              | 1R             | 0 / 9         | 4-9           |
| Madrid                                          | Not Held        | Not Held        | Not Held        | Not Held    | Not Held         | Not Held         | Not Held         | Not Held | QF                | 1R                | QF                | 2RB      | 1R           | SF           | QF           | 1R        | A              | 2R             | 0 / 9         | 9-9           |
| Beijing                                         | Not Held        | Not Held        | Not Held        | Tier II     | Tier II          | Tier II          | Tier II          | Tier II  | W                 | 2R                | 2R                | 2R       | SF           | A            | 1R           | A         | 2R             |                | 1 / 7         | 14-6          |
| Tier I/WTA Premier 5 tournaments                |                 |                 |                 |             |                  |                  |                  |          |                   |                   |                   |          |              |              |              |           |                |                |               |               |
| Dubai                                           | Tier II         | Tier II         | Tier II         | Tier II     | Tier II          | Tier II          | Tier II          | Tier II  | A                 | A                 | A                 | Premier  | Premier      | Premier      | 2R           | P         | A              | P              | 0 / 1         | 0-1           |
| Doha                                            | Tier III        | Tier III        | Tier III        | Tier II     | Tier II          | Tier II          | Tier II          | A        | Not Held          | Not Held          | P                 | 1R       | 1R           | W            | P            | A         | P              | 1R             | 1 / 4         | 4-3           |
| Roma                                            | A               | A               | A               | A           | A                | A                | A                | A        | W                 | A                 | 1R                | 1R       | W            | 2R           | QF           | 2R        | A              | QF             | 2 / 8         | 13-6          |
| Montreal1/Toronto2 (Canada)                     | A2              | A1              | A2              | A1          | A2               | A1               | A2               | A1       | 2R2               | 1R1               | QF2               | A1       | 1R2          | SF1          | A2           | A1        | A2             |                | 0 / 5         | 5-6           |
| Cincinnati                                      | Not Held        | Not Held        | Not Held        | Tier III    | Tier III         | Tier III         | Tier III         | Tier III | 2R                | 2R                | 1R                | A        | W            | 2R           | SF           | A         | F              |                | 1 / 8         | 15-7          |
| Wuhan                                           | Not Held        | Not Held        | Not Held        | Not Held    | Not Held         | Not Held         | Not Held         | Not Held | Not Held          | Not Held          | Not Held          | Not Held | Not Held     | A            | 1R           | A         | A              |                | 0 / 1         | 0-1           |
| Former Tier I/WTA Premier 5 tournaments         |                 |                 |                 |             |                  |                  |                  |          |                   |                   |                   |          |              |              |              |           |                |                |               |               |
| Tokyo                                           | AIC             | AIC             | AIC             | AIC         | AIC              | AIC              | AIC              | SF       | QF                | 1R                | 1R                | QF       | SF           | Premier      | Premier      | Premier   | Premier        | Premier        | 0 / 6         | 6-6           |
| Charleston                                      | A               | A               | A               | A           | A                | A                | A                | A        | Premier           | Premier           | Premier           | Premier  | Premier      | Premier      | Premier      | Premier   | Premier        | Premier        | 0 / 0         | 0-0           |
| Berlin                                          | A               | A               | A               | A           | A                | A                | A                | A        | Not Held          | Not Held          | Not Held          | Not Held | Not Held     | Not Held     | Not Held     | Not Held  | Not Held       | Not Held       | 0 / 0         | 0-0           |
| San Diego (Carlsbad)                            | Tier II         | Tier II         | Tier II         | A           | A                | A                | QF               | Not Held | Not Held          | Premier           | Premier           | Premier  | Premier      | NH           | 125K         | 125K      | Not Held       | Not Held       | 0 / 1         | 2-1           |
| MoscowI                                         | A               | A               | A               | A           | A                | A                | A                | A        | Premier           | Premier           | Premier           | Premier  | Premier      | Premier      | Premier      | Premier   | Premier        | Premier        | 0 / 0         | 0-0           |
| ZurichI                                         | A               | A               | A               | A           | A                | A                | A                | T II     | Not Held          | Not Held          | Not Held          | Not Held | Not Held     | Not Held     | Not Held     | Not Held  | Not Held       | Not Held       | 0 / 0         | 0-0           |
| Career Statistics                               | 2001            | 2002            | 2003            | 2004        | 2005             | 2006             | 2007             | 2008     | 2009              | 2010              | 2011              | 2012     | 2013         | 2014         | 2015         | 2016      | 2017           | 2018           | Total         | Total         |
| GS/WTA main-draw played                         | 2               | 3               | 0               | 1           | 8                | 6                | 12               | 13       | 15                | 18                | 19                | 20       | 22           | 19           | 14           | 11        | 11             | 9              | 172           | 172           |
| GS/WTA titles                                   | 0               | 0               | 0               | 0           | 0                | 0                | 2                | 2        | 3                 | 0                 | 1                 | 1        | 5            | 3            | 0            | 0         | 2              | 1              | 19            | 19            |
| GS/WTA finals reached                           | 0               | 0               | 0               | 1           | 0                | 0                | 4                | 4        | 3                 | 0                 | 1                 | 1        | 5            | 4            | 1            | 0         | 3              | 0              | 27            | 27            |
| Career Win–Loss                                 | 10-6            | 9-4             | 10-6            | 26-10       | 36-12            | 33-14            | 34-15            | 27-15    | 29-14             | 20-22             | 24-21             | 27-21    | 41-16        | 30-16        | 19-14        | 22-14     | 25-10          | 14-8           | 426-229       | 426-229       |
| Year-end ranking                                | 513             | 199             | 523             | 166         | 135              | 102              | 46               | 53       | 9                 | 46                | 35                | 25       | 3            | 5            | 26           | 96        | 32             |                | Career High 1 | Career High 1 |

I = Indoor; IC = Indoor Carpet; A = Absent; B = Blue; NH = Not Held; P = Premier; T II = Tier II

### Mixed doubles
All results are included in Career Win–Loss records but only main-draw results in WTA Tour, Grand Slam Tournaments and Olympic Games are recorded.
| Grand Slam tournaments      |                   |                   |                   |      |              |              |              |      |                |                |                |        |       |
| Australian Open             | A                 | A                 | A                 | 2RMM | QFRB         | 1RRK         | SFPC         | 2RAP | A              | A              |                | 0 / 5  | 6-4   |
| French Open (Roland Garros) | 2RAF              | 2RBS              | 1RMF              | A    | 2RFN         | A            | A            | A    | A              | A              |                | 0 / 4  | 3-4   |
| Wimbledon Championships     | QFKU              | 3RBS              | SFPH              | QFCF | 1RJM         | A            | A            | A    | A              |                |                | 0 / 5  | 12-5  |
| US Open                     | SFKU              | 1RBS              | A                 | 1RAQ | A            | A            | QFHK         | A    | A              |                |                | 0 / 4  | 5-4   |
| Win–loss                    | 7-3               | 3-3               | 4-2               | 4-3  | 3-3          | 0-1          | 5-2          | 1-1  | 0-0            |                |                | 0 / 18 | 27-18 |
| Olympic Games               |                   |                   |                   |      |              |              |              |      |                |                |                |        |       |
| Summer Olympics             | NH; 2012 Luân Đôn | NH; 2012 Luân Đôn | NH; 2012 Luân Đôn | A    | NH; 2016 Rio | NH; 2016 Rio | NH; 2016 Rio | A    | NH; 2020 Tokyo | NH; 2020 Tokyo | NH; 2020 Tokyo | 0 / 0  | 0-0   |

NH = Not Held | Mixed Doubles partners:

AFAshley Fisher
APAlexander Peya
AQAisam-ul-Haq Qureshi
BSBruno Soares
CFColin Fleming
FNFrederik Nielsen
HKHenri Kontinen
JMJamie Murray

KUKevin Ullyett
MFMariusz Fyrstenberg
MMMarcin Matkowski
PCPablo Cuevas
PHPaul Hanley
RBRohan Bopanna
RKRaven Klaasen

## Wins over top 10 players
| #    | Player           | Rank  | Event                      | Surface | Round     | Score              |      |
| 2017 | 2017             | 2017  | 2017                       | 2017    | 2017      | 2017               | 2017 |
| ---- | ---------------- | ----- | -------------------------- | ------- | --------- | ------------------ | ---- |
| 1.   | Johanna Konta    | No. 8 | French Open, Paris         | Clay    | 1st Round | 1–6, 7–6(7–2), 6–4 |      |
| 2018 |                  |       |                            |         |           |                    |      |
| 2.   | Garbiñe Muguruza | No. 3 | Australian Open, Melbourne | Hard    | 2nd Round | 7–6(7–1), 6–4      |      |
| 3.   | Simona Halep     | No. 1 | Wimbledon, Luân Đôn        | Grass   | 3rd Round | 3–6, 6–4, 7–5      |      |